# ورزش‌های کوهستانی

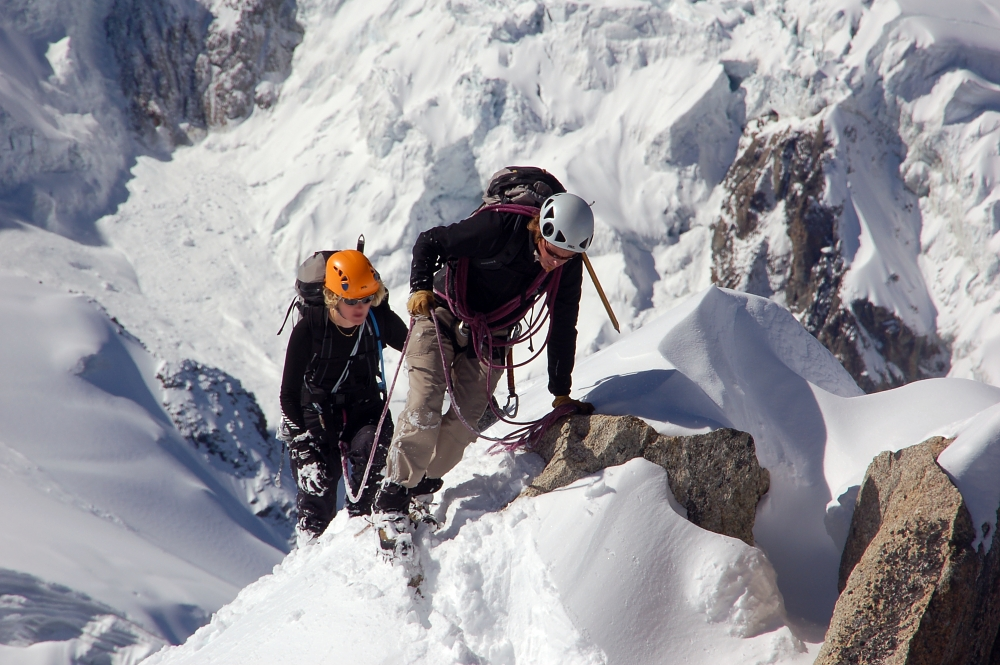
کوهنوردی در کوه (آیگوئل دو میدی) در شهرستان (اوت-ساووآ) فرانسه

ورزش‌های کوهستانی به ورزش‌هایی می‌گویند که در کوهستان انجام می‌گیرند. همهٔ این ورزش‌ها نیاز به تجهیزات ویژه‌ای دارند و با ریسک بالایی همراه هستند. توانایی بالا رفتن در این ورزش فقط از راه آموزش ویژه امکان پذیر است.
ورزشکاری که به این شاخه از ورزش می‌پردازد بعضا با مناطقی سر و کار دارد که کاملاً دورافتاده هستند و ممکن است با خطراتی چون بهمن، بدی آب‌وهوا، روانسنگ و کوه ریزش رو به رو شود، از این رو آشنایی ویژه با این خطرات برای او ضروری است که این موضوع مربوط به دانش مدیریت ریسک می‌شود. ورزش‌های کوهستانی عبارتند از:
- کوهنوردی
- سنگ‌نوردی
- آهنکوب نوردی
- اسکی‌تورینگ (یا استفاده از اسکی در کوهنوردی)
- اسکی آزاد
- برف نوردی
- پیاده‌گردی
- تپه نوردی
- دوچرخه سواری در کوه
- راه‌نوردی
- دره‌نوردی

اسکی بازی معمولی روی پیست‌های اسکی از انواع ورزش‌های کوهستانی به حساب نمی‌آید، زیرا طبق استانداردهای قانونی میزان ریسک در این پیست‌ها تا حداقل ممکن کاهش می‌یابد تا ورزشکار با کمترین خطر ممکن مواجه گردد.